# Görcsöny
Görcsöny è un comune dell'Ungheria di 1.736 abitanti (dati 2008) situato nella contea di Baranya, nella regione Transdanubio Meridionale.